# Ciocănitoare cu spatele alb
Ciocănitoarea cu spatele alb (Dendrocopos leucotos) este o ciocănitoare europeană care aparține genului Dendrocoptes.

## Taxonomie
Ciocănitoarea cu spatele alb a fost descrisă de naturalistul german Johann Matthäus Bechstein în 1802 sub numele binomial Picus leucotos. Epitetul specific leucotos combină grecescul leukos, care înseamnă „alb”, și -nōtos, care înseamnă „cu spatele”. Localitatea tip este Silezia, o regiune istorică situată în principal în Polonia. Specia este acum plasată în genul Dendrocopos care a fost introdus de naturalistul german Carl Ludwig Koch în 1816.
Sunt recunoscute douăsprezece specii.
- D. l. leucotos (Bechstein, 1802) – răspândită în Eurasia, din nordul, centrul și estul Europei până în nord-estul Asiei, Coreea și Insula Sahalin
- D. l. uralensis (Malherbe, 1860) – vestul Munților Ural până la Lacul Baikal
- D. l. lilfordi (Sharpe & Dresser, 1871) – Pirinei până în Asia Mică, Caucaz și Transcaucazia
- D. l. tangi Cheng, 1956 – Provincia Sichuan, vestul Chinei
- D. l. subcirris (Stejneger, 1886) – Hokkaido, nordul Japoniei
- D. l. stejnegeri (Kuroda, 1921) – nordul Honshū, Japonia
- D. l. namiyei (Stejneger, 1886) – sudul Honshū, Kyushu, Shikoku (Japonia)
- D. l. takahashii (Kuroda & Mori, 1920) – Insula Ulleungdo (în largul estului Coreei)
- D. l. quelpartensis (Kuroda & Mori, 1918) – Insula Jeju (în largul Coreei de Sud)
- D. l. owstoni (Ogawa, 1905) – Insula Amami Ōshima din nordul insulelor Ryukyu, Japonia
- D. l. fohkiensis (Buturlin, 1908) – munții din provincia Fujian, sud-estul Chinei
- D. l. insularis (Gould, 1863) – Taiwan

Subspecia D. l. owstoni este uneori considerată o specie distinctă, ciocănitoarea din Amami.

## Descriere
Este cea mai mare dintre ciocănitoarele pătate din Palearctica de vest, cu o lungime de 24-26 cm și o deschidere a aripilor de 38-40 cm. Penajul este asemănător cu cel al ciocănitorii pestrițe mari, dar cu bare albe de-a lungul aripilor, în loc de pete, și cu partea inferioară a spatelui albă. Masculul are creștetul roșu, iar femela neagru. Darabanele masculilor sunt foarte puternice, iar sunetele includ un kiuk moale și un biuc mai lung.

## Galerie

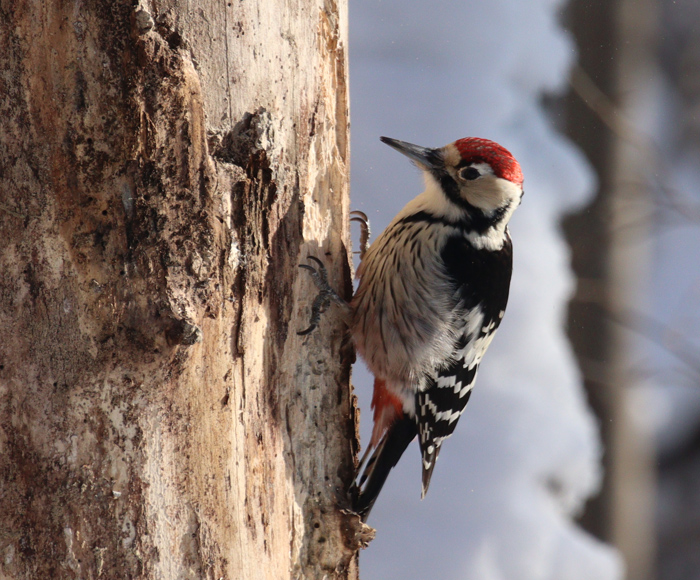
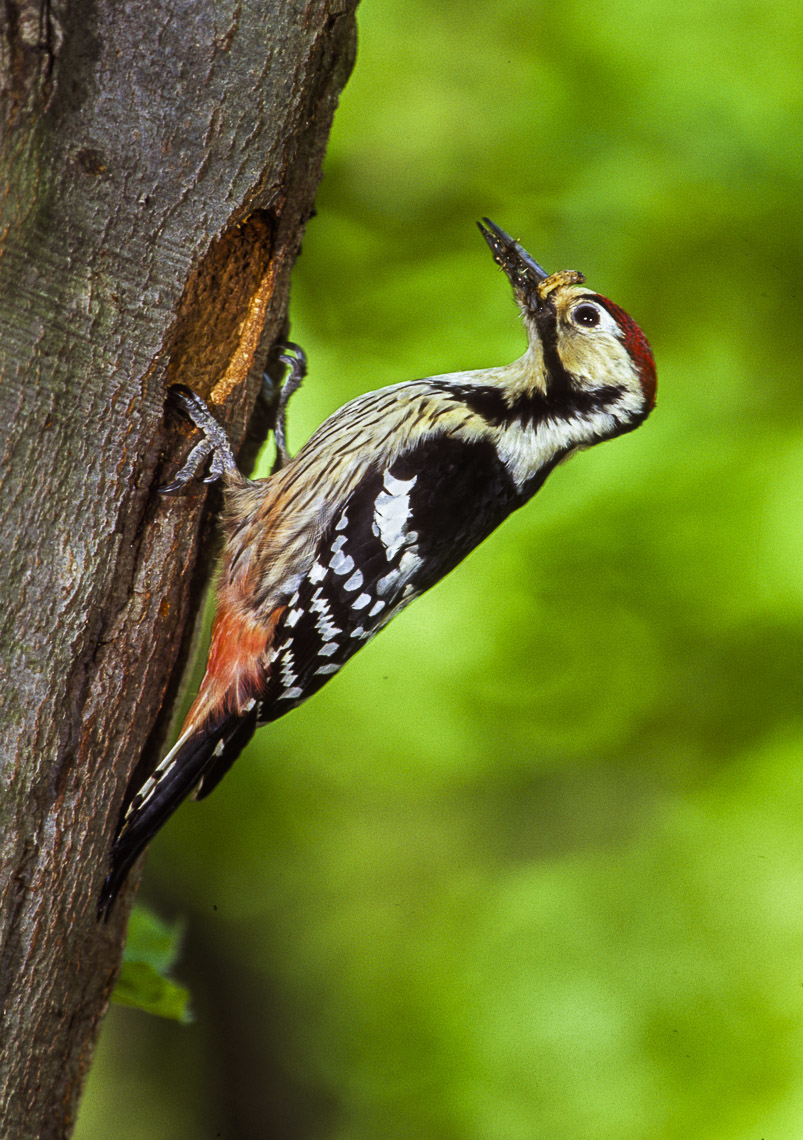
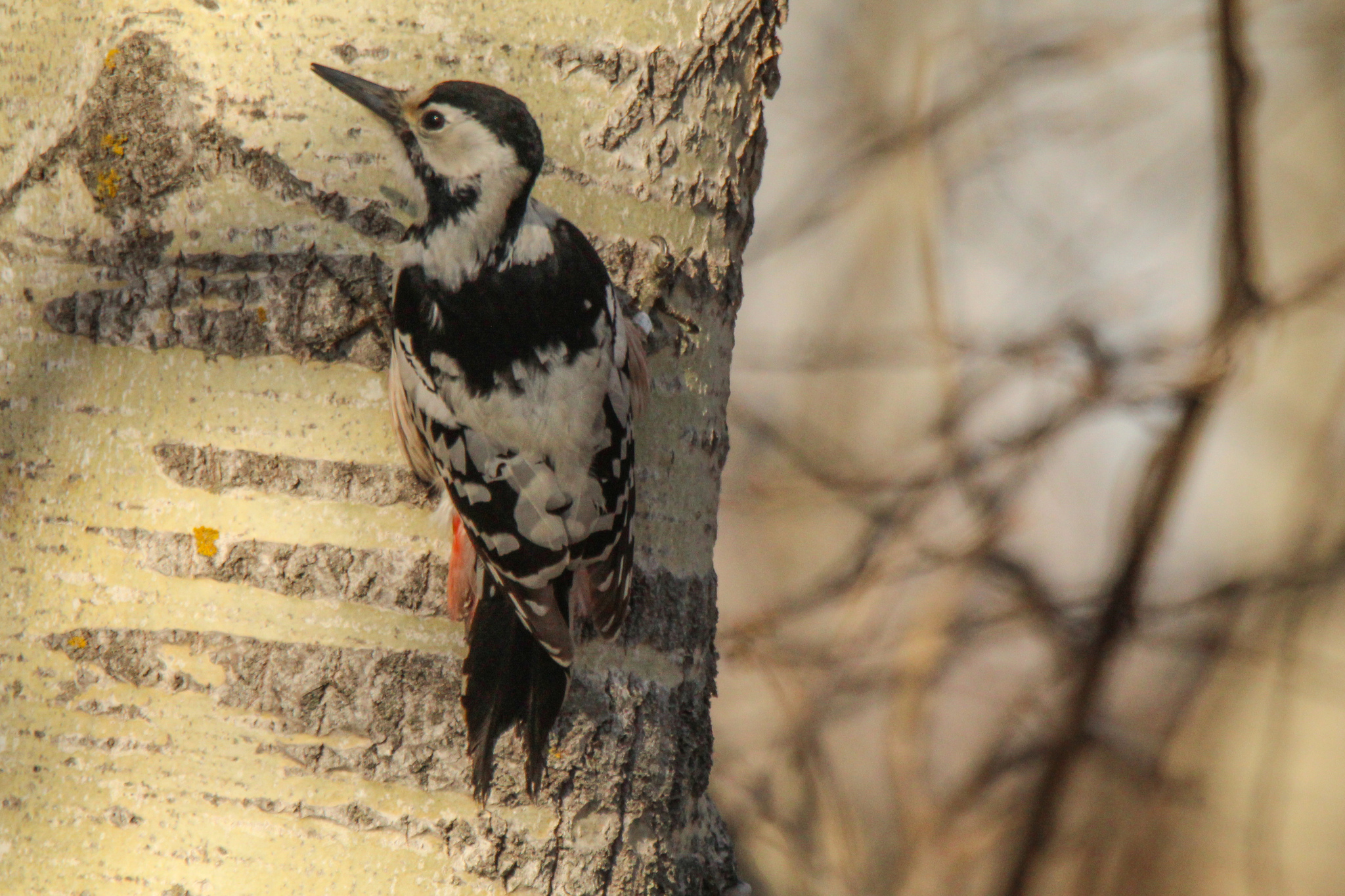
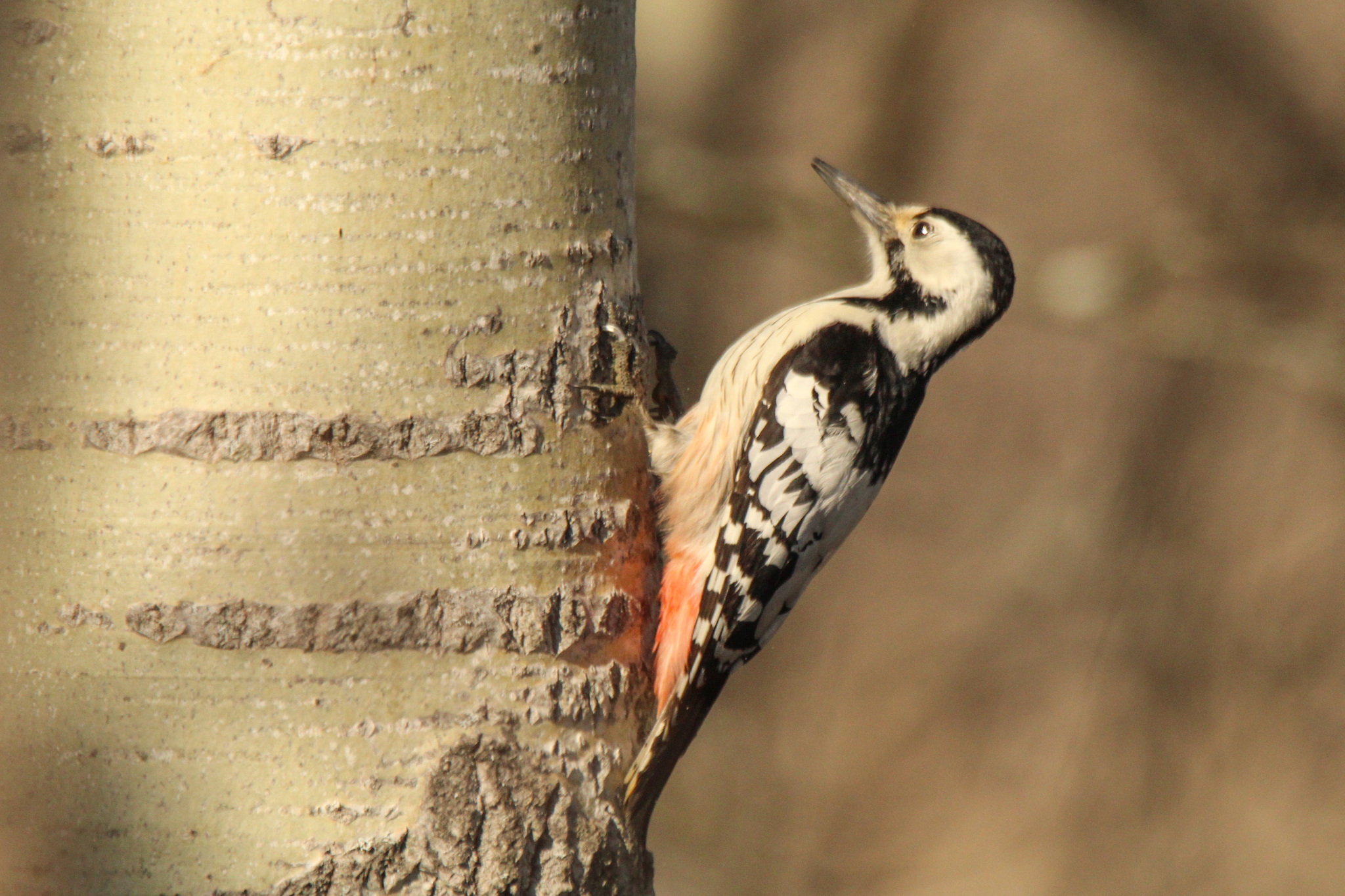